# Medborgarskap
Medborgarskap är ett uttryck med rötter i den franska revolutionens idéer. Som medborgare avses i modernt språk en person som har fulla politiska och sociala rättigheter och skyldigheter i en stat. Rätten till medborgarskap baseras vanligen på en av två principer:
- Jus sanguinis, "blodets princip": en person får sitt medborgarskap enligt sina föräldrars medborgarskap
- Jus soli, "jordens princip": en person får sitt medborgarskap beroende på födelseort. Detta är vanligt i klassiska immigrantnationer, till exempel USA.

Förvärvat medborgarskap: en person som har flyttat till en stats territorium och bor där permanent kan få medborgarskap efter ansökan till myndigheterna om personen uppfyller uppställda krav. Detta kan förvärvas antingen istället för tidigare medborgarskap (som då måste sägas upp) eller som komplement till tidigare medborgarskap om de berörda staterna tillåter dubbelt medborgarskap, se nedan.
Nationalitet avser idag en persons medborgarskap i en stat, ett land eller i en utropad nation som ännu inte har politisk kontroll över en egen nationalstat. Historiskt har nationalitet även avsett identitet, fosterlandskänsla och härkomst i en grupp som känner sig som en nation, och är än idag ofta sammankopplat med etnisk tillhörighet.

## Bakgrund

### Medborgarskapets uppkomst
Medborgarskapet eller medborgarrätten (latin "ius civitatis"), innebär i vidsträckt bemärkelse att en person har rättslig samhörighet med en stat och dess befolkning eftersom han är en del av den. Den rättsliga samhörigheten har två sidor, en yttre, folkrättslig, och en inre, statsrättslig. Den första betecknas medborgarskap eller nationalitet, den andra medborgarskap eller medborgarrätt i inskränkt bemärkelse.
Den som vistas i en stat blir under vistelsen tillfällig undersåte i staten i den meningen att han eller hon måste rätta sig efter de lagar och förordningar som gäller där. Bosätter han sig i staten (erhåller domicil), blir undersåtsförhållandet starkare. Den som äger en fastighet eller får ett offentligt ämbete, ingår rättsligt i forensernas klass. Efter ansökan till myndighet kan den som bor stadigvarande i en stat få stats- och medborgarskap (naturalisation). Då upphör personen inte att vara medborgare genom att resa ut ur landet eller genom att bosätta sig i en annan stat.
Man kan bli medborgare i en stat i huvudsak på tre sätt:
1. Genom att ens föräldrar är medborgare i staten (mer specifikt se nedan),
2. Genom att man bor inom en stats territorium (också om detta territorium förs över från en stat till en annan),
3. Genom ansökan till ansvarig myndighet i den stat medborgarskapet gäller.

Övertagande av medborgarskap från föräldrar: Barn i ett giltigt äktenskap får i de flesta stater sin faders nationalitet och följer sedermera faderns medborgarskap tills de blir myndiga. Om fadern dör innan barnet blir myndigt behåller barnet sitt medborgarskap och ändrar det inte om till exempel modern gifter om sig med en utlänning. Barn som föds utom äktenskap får moderns medborgarskap. Om modern gifter sig med utländsk man som inte är barnets far behåller barnet sitt tidigare medborgarskap. Om moderns gifter sig med barnets far kan barnet få faderns medborgarskap. Ett speciellt problem är äktenskap som juridiska anses ogiltiga (oftast enligt en stats lagar men inte enligt en annan stats), ofullkomnade äktenskap. Barnet räknas då som fött utom äktenskap om äktenskapet är ogiltigt i det land där medborgarskapsfrågan blivit aktuell.
Medborgarskap baserat på bostadsort: Detta blir aktuellt framför allt om ett område övergår till en annan stat (exempel: Finlands avträdande av östra Karelen till Sovjetunionen). Invånarna i detta område blir då medborgare i den stat till vilken området övergår om de inte begär (opterar) att få förbli medborgare i sitt gamla land. I ett antal stater får ett barn som är fött inom staten av utländska föräldrar och som sedan är bosatt där till dess det blir myndigt medborgare i denna stat, antingen automatiskt eller genom att lämna in en anmälan till myndigheterna. Den som har fått medborgarskap på detta sätt räknas inte som infödd. Som infödd räknas endast personer som fått sitt medborgarskap genom föräldrarna.
Ett barn kan bli medborgare bara genom att födas inom en viss stats territorium. Det gäller t.ex. i USA och i Kanada. Inget europeiskt land tillämpar längre denna rättighet utan att andra villkor också är uppfyllda.
Olika lagar kring förvärv av medborgarskap har lett till uppkomsten av dubbelt medborgarskap, något som man genom internationella avtal sedan 1930 försökt begränsa uppkomsten av dubbla medborgarskap. Samtidigt har man även försökt att undvika uppkomsten av statslöshet. FN:s deklaration om mänskliga rättigheter 1948 kungör att alla människor skall ha rätt till ett medborgarskap. 1961 års FN-deklaration om begränsning av statslöshet syftar till att skapa möjligheter för den som saknar medborgarskap att förvärva ett sådant.

### Förlust av medborgarskap
I de stater där dubbelt medborgarskap inte tillåts förloras medborgarskapet om man får medborgarskap i en annan stat. Detta gällde i Sverige fram till den stora ändringen av medborgarskapslagen som genomfördes år 2001. Många svenska medborgare hade trots detta dubbla eller flerdubbla medborgarskap genom att detta inte anmäldes till svensk myndighet. Medborgarskapet kan också förloras av den som har bosatt sig utomlands lång tid (tidigare i Sverige 10 år) utan att anmäla till sitt hemlands myndigheter att han / hon vill behålla sitt ursprungliga medborgarskap.
Historiskt har personer även kunnat fråntas sitt medborgarskap genom politiska åtgärder, som straff för ett brott eller som ett led i en rasistisk politik. Man kan även förlora sitt medborgarskap genom att det land där man har medborgarskap upphör att existera. Tidigare kunde även kvinna förlora sitt medborgarskap om hon gifte sig med en man av annan nationalitet eller maken bytte nationalitet under äktenskapet. Detta förbjöds dock genom en FN-deklaration 1979. FN utfärdade även 1989 en deklaration om barns rätt till medborgarskap då de på grund av olika lagar i faderns och moderns medborgarskapsländer riskerar att bli statslösa.

### Folkrättslig innebörd
Enligt folkrätten har det land i vilket en person är medborgare inget ansvar för vad personen företar sig, men skall ge henne skydd och stöd vid kontakter med ett främmande lands myndigheter. Det land där hon är medborgare kan för detta kräva att hon lyder det egna landets lagar och förordningar också när hon är utomlands och i vissa fall också att personen inte har dubbelt medborgarskap, se nedan.

### Medborgares rätt- och skyldigheter
Medborgarrätten i inskränkt mening är ur statsrättslig synpunkt av två slag, allmän och speciell. Den allmänna medborgarrätten omfattar de friheter och rättigheter som tillkommer alla landets medborgare på grund av deras medborgarskap: (församlingsfrihet, religionsfrihet, tryckfrihet, yttrandefrihet, näringsfrihet, frihet från utvisning mm.). I den allmänna medborgarrätten ingår också medborgarnas skyldigheter enligt statens lagar till exempel skyldighet att betala skatter eller att göra värnplikt. Den speciella medborgarrätten innebär att medborgaren får vissa särskilda fri- eller rättigheter eller skyldigheter (valrätt, valbarhet, skyldighet att mottaga val, i gamla tider rätt till ståndsprivilegier).
Gränsen mellan allmän och speciell medborgarrätt är flytande. I synnerhet gäller detta den medborgerliga rätten eller plikten att rösta vid val som i många sammanhang anses vara den mest grundläggande medborgarrätten. De politiska friheterna som följer med medborgarrätten är i moderna konstitutioner ofta grundlagsskyddade, även om detta i lagtexten begränsas till ett principiellt uttalande.

## Medborgarskap i olika delar av världen

### Europeiska unionen
Alla medborgare i Europeiska unionens medlemsstater är automatiskt också medborgare i unionen. Unionsmedborgarskapet beror alltså på medborgarskap i de stater som ingår i unionen och ingen kan avsäga sig endast det ena av dessa. Medborgarskapet i unionen ger bland annat möjlighet att röra sig fritt i alla medlemsstater. En medborgare i unionen har också rätt att delta i kommunala och europeiska val i bosättningslandet och att kommunicera med EU:s institutioner på något av unionens officiella språk.

### Sverige
Den svenska medborgarskapslagen grundar sig på härstamningsprincipen, det vill säga att det är föräldrarnas medborgarskap som avgör vilket medborgarskap deras barn får. Man kan bli svensk medborgare genom födelse, adoption, förälders giftermål (legitimation) eller ansökan (naturalisation).
Utländska medborgare som har permanent uppehållstillstånd (PUT) och är folkbokförda i Sverige har i de flesta situationer samma rättigheter och skyldigheter som svenska medborgare. Det finns dock vissa skillnader. Bara svenska medborgare har en absolut rätt att bo och arbeta i landet och bara svenska medborgare har rösträtt i riksdagsvalen. Man kan inte heller bli invald i riksdagen utan svenskt medborgarskap. Den som har begått allvarlig eller upprepad brottslighet och inte är svensk medborgare kan dömas till utvisning ur Sverige. 
Den 1 juli 2001 fick Sverige en ny medborgarskapslag som tillåter dubbelt medborgarskap och underlättar bland annat för barn och ungdomar att bli svenska medborgare.
Sverige ställer inga krav på språkkunskaper eller landkännedom som villkor för att bevilja medborgarskap. Andra europeiska länderna utan sådana krav är: Belgien, Irland och Italien.

### USA
Det finns två primära källor för medborgarskap i USA: födslorätt medborgarskap, där en person antas vara medborgare om han eller hon föddes inom USA:s territoriella gränser eller föddes utomlands till en förälder som är amerikansk medborgare, och genom naturalisation, en process där en behörig laglig invandrare ansöker om medborgarskap och accepteras.
Amerikanska lagar tillåter flera medborgarskap. En medborgare i ett annat land som är naturaliserat som amerikansk medborgare kan behålla sitt tidigare medborgarskap, även om de måste avstå från lojalitet till det andra landet. En amerikansk medborgare behåller sitt amerikanska medborgarskap när han eller hon blir medborgare i ett annat land, om det andra landets lagar tillåter det.